# Michael Caine
Michael Caine, nom artístic de Sir Maurice Joseph Micklewhite jr., CBE (Londres, 14 de març de 1933) és un actor i un productor de cinema anglès. Conegut pel seu distintiu accent del sud de Londres (Cockney), ha aparegut en més de 130 pel·lícules durant una carrera de més de 60 anys, i és considerat una icona pel cinema anglès.
Va aconseguir el reconeixement del públic en els anys seixanta amb les cintes angleses Zulu de 1964, Arxiu confidencial de 1965, Alfie de 1966, per la qual va aspirar a l'Oscar al millor actor, The Italian Job de 1969 i La batalla d'Anglaterra de 1969. Entre les seves pel·lícules més importants durant els setanta es troben: Assassí implacable de 1971, L'última vall de 1972, La petjada, la qual li va donar la seva segona candidatura a l'Oscar, L'home que va poder regnar de 1975 i Un pont llunyà de 1977. Va aconseguir un major èxit durant als anys vuitanta amb pel·lícules que van ser un èxit, tant en taquilla com en crítica amb: Educant a Rita de 1983, per la qual va aconseguir el BAFTA i un Globus d'Or, i amb Hannah i les seves germanes de 1986, per la qual va aconseguir l'Oscar.
Cap a finals dels noranta, la seva carrera va ressorgir novament amb les cintes Little Voice de 1998, que li va donar el Globus d'Or novament, i amb The Cider House Rules de 1999, la qual li va premiar amb un segon Oscar. A partir del nou mil·lenni, Caine ha protagonitzat pel·lícules de renom internacional: el 2002 va encarnar a Nigel Powers a Austin Powers in Goldmember i a Alfred Pennyworth en la trilogia de The Dark Knight del director Christopher Nolan. Aquest últim també ho va dirigir en El gran truc de 2006, L'origen de 2010, Interstellar de 2014, i Tenet de 2020. També destaquen la seva participació secundària a Fills de l'home de 2006 i a Cars 2 de 2011.
Michael Caine és, al costat de Laurence Olivier, Paul Newman i Jack Nicholson, l'únic actor que ha aspirat a l'Oscar en cinc dècades diferents. A més, les seves pel·lícules han recaptat prop de 8.000 milions de dòlars al llarg dels anys, i això el converteix en el vintè actor de major recaptació de la història. Va ser nomenat Cavaller per la reina Isabel II el 2000 per la seva contribució a les arts interpretatives.

## Biografia

### Primers anys
Va néixer al districte londinenc de Rotherhithe el 14 de març de 1933. Va ser batejat com Maurice Joseph Micklewhite, però als 23 anys va canviar el seu nom pel de Michael Caine, nom artístic que havia adoptat el 1954 quan feia audicions amb 22 anys per a treballar al cinema.
D'origen irlandès per part de pare (aquest transportava peix en el mercat de Londres), va créixer en el barri obrer de Rotherhithe, on es parla anglès amb un accent denominat cockney, que es considera vulgar; curiosament en la seva primera pel·lícula com a protagonista, Zulú, va haver d'interpretar a un oficial britànic de classe alta. Caine va dissimular el seu accent, encara que mai el va abandonar del tot i es va sentir orgullós d'ell, així com del seu origen humil. Als 15 anys Caine va deixar l'escola i va fer diversos treballs de poca importància, fins que va ser cridat a files i destinat a Corea, on va arribar a entrar en combat.

### Els inicis com a actor
Després del seu retorn de Corea, Caine va començar a treballar com a assistent de producció en un teatre. Allí va desenvolupar la seva vocació d'actor i aviat va actuar en petits papers i actua als teatres regionals, fins que va aconseguir obrir-se camí. Un dels seus treballs al teatre va ser el de substitut de Peter O'Toole, paper que va interpretar quan la companyia va realitzar una gira. En començar a treballar com a actor, Caine va adoptar el nom artístic de Michael Scott, ja que el seu li va semblar inadequat. En una ocasió va estar parlant per telèfon amb el seu agent des d'una cabina. Havia de començar en breu una nova obra i el seu agent li va dir que havia de canviar immediatament el seu nom artístic pel fet que un altre actor ja estava usant el mateix nom. Davant les presses, Caine va mirar al seu voltant i va veure en un cinema els grans cartells que anunciaven la pel·lícula que s'estava projectant i que era El motí del Caine (1954) d'Edward Dmytryk. Li va agradar el nom i es va quedar amb ell.

### Consolidació
El 1956 comença al cinema, a Comando a Corea de Julian Amyes. Després d'una quinzena d'aparicions, és a dalt del cartell amb Zulu (1964) de Cy Endfield. Però és l'any següent quan es consagra amb L'expedient Ipcress (1965), pel·lícula d'espionatge on hi interpreta Harry Palmer, un agent secret que és tot el contrari de James Bond. Torna a fer el mateix paper a Funeral a Berlín i Un cervell de mil milions de dòlars. A la mateixa època, fixa definitivament la seva fama amb Alfie, un paper de seductor pel qual rep un nomenament a l'Oscar, i Hurry Sundown d'Otto Preminger, al costat de Jane Fonda.
A partir dels anys 1970, treballa més als Estats Units sense esdevenir però cap gran estrella de Hollywood. Soldat anglès combatent a les Noves Hebrides durant la Segona Guerra mundial a Too Late to Hero (1970), és un gàngster reclamant venjança a Kidnapped (1971), un perruquer enxampat pel marit de la seva amant a Joc de tres (1972), i un caçador de tresors a L'home que volia ser rei (1975). Durant el decenni següent, Michael Caine continua rodant a un ritme desenfrenat. Entre les seves interpretacions notables: les d'un psiquiatre a Vestida per matar (1980), d'un dramaturg malintencionat a Trampa mortal (1982) o d'un entrenador de futbol d'un camp de presoners alemany a Evasió o victòria (1981) de John Huston.
A punt de guanyar l'Oscar per a Educant a Rita el 1984, s'emporta la famosa figureta el 1987 donant la rèplica a Mia Farrow a Hannah i les seves germanes de Woody Allen. Capaç d'autoescarni, es mostra igualment còmode a la comèdia, fent Blame It on Rio (1984), i Un parell de seductors (1988). El 1995 torna a fer de Harry Palmer a: L'exprés de Pequín de Georges Mihalka i Mitjanit a Sant Petersburg de Douglas Jackson.
Se'l veu al costat de Jack Nicholson a Blood and wine, laberint criminal (1996), d'Ewan McGregor a Little Voice (1998) i de Geoffrey Rush a Quills (2000). El 2000, guanya el segon Oscar, sempre per a un segon paper, gràcies a The Cider House Rules de Lasse Hallström. Actor veterà, la jove generació el reclama com a company: Sandra Bullock per a Miss agent especial (2001), Mike Myers per a Austin Powers a Austin powers in Goldmember (2002) i Brendan Fraser per a L'americà impassible (2003). Norman Jewison el dirigeix i fa d'antic botxí nazi al thriller La sentència el 2003.
Rodà El cavaller fosc el 2008 fent el paper d'Alfred.

## Altres
El grup anglès "Madness" li va dedicar el 1984 la cançó "My Name Is Michael Caine" en el seu àlbum "Keep Moving".
Se'l va nomenar Comandant de l'Ordre de l'Imperi britànic (CBE) a l'Aniversari de la Reina del 1992, i el 2000 va ser nomenat Sir Maurice Micklewhite, CBE (aquests honors es confereixen als noms legals dels receptors, i Caine no havia deixat encara el nom de naixement).

## Filmografia

### Cinema
| Any  | Títol                                                                                | Paper                              | Director                    | Notes                                                               |
| ---- | ------------------------------------------------------------------------------------ | ---------------------------------- | --------------------------- | ------------------------------------------------------------------- |
| 1956 | A Hill in Korea                                                                      | Privat Lockyer                     | Julian Amyes                | Títol original: Hell in Korea                                       |
| 1956 | Sailor beware!                                                                       | Mariner                            | Gordon Parry                | No acreditat                                                        |
| 1957 | The Steel bayonet                                                                    | Caine                              | Michael Carreras            | No acreditat                                                        |
| 1957 | How to murder a rich uncle                                                           | Gilrony                            | Nigel Patrick               |                                                                     |
| 1958 | La clau (The Key)                                                                    | Bit part                           | Carol Reed                  | No acreditat                                                        |
| 1958 | Carve Her Name with Pride                                                            | Presoner al tren                   | Lewis Gilbert               | No acreditat                                                        |
| 1958 | A Woman of mystery                                                                   | Paper menor                        | Ernest Morris               | No acreditat                                                        |
| 1958 | Passport to shame                                                                    | Bridegroom                         | Alvin Rakoff                | També titulada Room 43                                              |
| 1958 | Blind Spot                                                                           | Johnny Brent                       | Peter Maxwell               |                                                                     |
| 1958 | L'espia amb dos caps (The Two-Headed Spy)                                            | Agent de la Gestapo                | André De Toth               |                                                                     |
| 1959 | Danger within                                                                        | Presoner                           | Din Chaffey                 | No acreditat                                                        |
| 1960 | The Bulldog Breed                                                                    | Mariner                            | Robert Asher                | No acreditat                                                        |
| 1960 | Foxhole in Cairo                                                                     | Weber                              | John Llewellyn Moxey        | [ 10 ] [ 11 ]                                                       |
| 1961 | The Day the Earth caught fire                                                        | Agent de policia                   | Val Guest                   | No acreditat                                                        |
| 1962 | Solo for a sparrow                                                                   | Paddy Mooney                       | Gordon Flemyng              |                                                                     |
| 1962 | The Wrong arm of the Law                                                             | Policia                            | Cliff Owen                  | No acreditat                                                        |
| 1964 | Zulu                                                                                 | Gonville Bromhead                  | Cy Endfield                 |                                                                     |
| 1965 | L'expedient Ipcress (The Ipcress File)                                               | Harry Palmer                       | Sidney J. Furie             |                                                                     |
| 1966 | Alfie                                                                                | Alfie Elkins                       | Lewis Gilbert               | Nominat a l'Oscar al millor actor                                   |
| 1966 | La caixa de les sorpreses (The Wrong Box)                                            | Michael Finsbury                   | Bryan Forbes                |                                                                     |
| 1966 | Funeral a Berlín (Funeral in Berlin)                                                 | Harry Palmer                       | Guy Hamilton                |                                                                     |
| 1966 | Gambit                                                                               | Harry Tristan Dean                 | Ronald Neame                |                                                                     |
| 1967 | Woman times seven                                                                    | Persona estranya                   | Vittorio De Sica            |                                                                     |
| 1967 | Un cervell de mil milions de dòlars (Billion Dollar Brain)                           | Harry Palmer                       | Ken Russell                 |                                                                     |
| 1967 | Hurry sundown                                                                        | Henry Warren                       | Otto Preminger              |                                                                     |
| 1968 | The Magus                                                                            | Nicholas Urfe                      | Guy Green                   |                                                                     |
| 1968 | Deadfall                                                                             | Henry Stuart Clarke                | Bryan Forbes                |                                                                     |
| 1969 | Mercenaris sense glòria (Play Dirty)                                                 | Capità Douglas                     | André De Toth               |                                                                     |
| 1969 | Battle of Britain                                                                    | Canfield                           | Guy Hamilton                |                                                                     |
| 1969 | Un treball a Itàlia (The Italian job)                                                | Charlie Croker                     | Peter Collinson             | Va col·laborar en la banda sonora. Veus a "Getta Bloomin' Move On!" |
| 1970 | Too Late the Hero                                                                    | Privat Tosh Hearne                 | Robert Aldrich              |                                                                     |
| 1970 | Simon Simon                                                                          | Ell mateix                         | Graham Stark                |                                                                     |
| 1970 | The Last valley                                                                      | The Captain                        | James Clavell               |                                                                     |
| 1971 | Kidnapped                                                                            | Alan Breck                         | Delbert Mann                |                                                                     |
| 1971 | L'assassí implacable (Get Carter)                                                    | Jack Carter                        | Mike Hodges                 |                                                                     |
| 1972 | Joc de tres (Zee and Co.)                                                            | Robert Blakeley                    | Brian G. Hutton             |                                                                     |
| 1972 | Històries perilloses (Pulp)                                                          | Mickey King                        | Mike Hodges                 |                                                                     |
| 1972 | L'empremta (Sleuth)                                                                  | Milo Tindle                        | Joseph L. Mankiewicz        | Nominat a l'Oscar al millor actor                                   |
| 1974 | El molí negre (The Black Windmill)                                                   | Major John Tarrant                 | Don Siegel                  |                                                                     |
| 1974 | El contracte de Marsella (The Marseille Contrat)                                     | John Deray                         | Robert Parrish              | Als Estats Units es va estrenar sota el títol The Destructors       |
| 1975 | Una anglesa romàntica (The Romantic Englishwoman)                                    | Lewis Fielding                     | Joseph Losey                |                                                                     |
| 1975 | Peeper                                                                               | Leslie C. Tucker                   | Peter Hyams                 |                                                                     |
| 1975 | La conspiració Wilby (The Wilby Conspiracy)                                          | Jim Keogh                          | Ralph Nelson                |                                                                     |
| 1975 | L'home que volia ser rei (The Man Who Would Be King)                                 | Peachy Carnehan                    | John Huston                 |                                                                     |
| 1976 | Harry i Walter se'n van a Nova York (Harry and Walter Go to New York)                | Adam Worth                         | Mark Rydell                 |                                                                     |
| 1976 | Ha arribat l'àguila (The Eagle Has Landed)                                           | Coronel Kurt Steiner               | John Sturges                |                                                                     |
| 1977 | Un pont massa llunyà (A Bridge Too Far)                                              | Joe Vandeleur                      | Richard Attenborough        |                                                                     |
| 1978 | Silver bears                                                                         | Doc Fletcher                       | Ivan Passer                 |                                                                     |
| 1978 | L'eixam (The Swarm)                                                                  | Dr. Bradford Crane                 | Irwin Allen                 |                                                                     |
| 1978 | California Suite                                                                     | Sidney Cochran                     | Herbert Ross                |                                                                     |
| 1979 | Ashanti                                                                              | Dr. David Linderby                 | Richard Fleischer           |                                                                     |
| 1979 | Més enllà de l'aventura del Posidó (Beyond the Poseidon Adventure)                   | Capità Mike Turner                 | Irwin Allen                 |                                                                     |
| 1980 | The Island                                                                           | Blair Maynard                      | Michael Ritchie             |                                                                     |
| 1980 | Vestida per matar (Dressed to Kill)                                                  | Dr. Robert Elliott                 | Brian De Palma              |                                                                     |
| 1981 | The Hand                                                                             | Jonathan Lansdale                  | Oliver Stone                |                                                                     |
| 1981 | Evasió o victòria (Escape to Victory)                                                | Capità John Colby                  | John Huston                 |                                                                     |
| 1982 | Trampa mortal (Deathtrap)                                                            | Sidney Bruhl                       | Sidney Lumet                |                                                                     |
| 1983 | Educant la Rita (Educating Rita)                                                     | Dr. Frank Bryant                   | Lewis Gilbert               | Nominat a l'Oscar al millor actor                                   |
| 1983 | El cònsol honorari (The Honorary Consul)                                             | Charley Fortnum, Cònsol            | John Mackenzie              |                                                                     |
| 1983 | The Jigsaw Man                                                                       | Philip Kimberly / Sergei Kuzminsky | Terence Young               |                                                                     |
| 1983 | Monty Python's The Meaning of Life                                                   | Soldat                             | Terry Jones                 | No acreditat                                                        |
| 1984 | Blame It on Rio                                                                      | Matthew Hollins                    | Stanley Donen               |                                                                     |
| 1985 | Disbauxa tropical (Water)                                                            | Governador Baxter Thwaites         | Dick Clement                |                                                                     |
| 1985 | The Holcroft Covenant                                                                | Noel Holcroft                      | John Frankenheimer          |                                                                     |
| 1986 | Hannah i les seves germanes (Hannah and Her Sisters)                                 | Elliot                             | Woody Allen                 | Oscar al millor actor secundari                                     |
| 1986 | Sweet Liberty                                                                        | Elliott James                      | Alan Alda                   |                                                                     |
| 1986 | Mona Lisa                                                                            | Mortwell                           | Neil Jordan                 |                                                                     |
| 1986 | El carrer de la mitja lluna (Half Moon Street)                                       | Lord Sam Bulbeck                   | Bob Swaim                   |                                                                     |
| 1986 | The Whistle Blower                                                                   | Frank Jones                        | Simon Langton               |                                                                     |
| 1987 | El quart protocol (The Fourth Protocol)                                              | John Preston                       | John Mackenzie              | També productor executiu                                            |
| 1987 | Jaws: The Revenge                                                                    | Hoagie Newcombe                    | Joseph Sargent              |                                                                     |
| 1987 | Capitulació (Surrender)                                                              | Sean Stein                         | Jerry Belson                |                                                                     |
| 1988 | Without a Clue                                                                       | Sherlock Holmes / Reginald Kincaid | Thom Eberhardt              |                                                                     |
| 1988 | Un parell de seductors (Dirty Rotten Scoundrels)                                     | Lawrence Jamieson                  | Frank Oz                    |                                                                     |
| 1990 | Executiu, executor (A Shock to the System)                                           | Graham Marshall                    | Jan Egleson                 |                                                                     |
| 1990 | Mr. Destiny                                                                          | Mike / Mr. Destiny                 | James Orr                   |                                                                     |
| 1990 | Bullseye                                                                             | Sidney Lipton / Doctor Hicklar     | Michael Winner              |                                                                     |
| 1992 | Noises Off                                                                           | Lloyd Fellowes                     | Peter Bogdanovich           |                                                                     |
| 1992 | Seducció perillosa (Blue Ice)                                                        | Harry Anders                       | Russell Mulcahy             | També productor                                                     |
| 1992 | The Muppet Christmas Carol                                                           | Ebenezer Scrooge                   | Brian Henson                |                                                                     |
| 1994 | On Deadly Ground                                                                     | Michael Jennings                   | Steven Seagal               |                                                                     |
| 1996 | Blood and wine, laberint criminal (Blood and Wine)                                   | Victor 'Vic' Spansky               | Bob Rafelson                |                                                                     |
| 1998 | Shadow Run                                                                           | Haskell                            | Geoffrey Reeve              |                                                                     |
| 1998 | Crida a escena (Curtain Call)                                                        | Max Gale                           | Peter Yates                 |                                                                     |
| 1998 | Little Voice                                                                         | Ray Say                            | Mark Herman                 |                                                                     |
| 1999 | The Cider House Rules                                                                | Dr. Wilbur Larch                   | Lasse Hallström             | Oscar al millor actor secundari                                     |
| 1999 | The Debtors                                                                          | Addicte                            | Evi Quaid                   |                                                                     |
| 2000 | Quills                                                                               | Dr. Royer-Collard                  | Philip Kaufman              |                                                                     |
| 2000 | Shiner                                                                               | Billy 'Shiner' Simpson             | John Irvin                  |                                                                     |
| 2000 | Get Carter: Assassí implacable (Get Carter)                                          | Cliff Brumby                       | Stephen Kay                 |                                                                     |
| 2000 | Miss agent especial (Miss Congeniality)                                              | Victor Melling                     | Donald Petrie               |                                                                     |
| 2001 | Last Orders                                                                          | Jack                               | Fred Schepisi               |                                                                     |
| 2002 | Austin Powers in Goldmember                                                          | Nigel Powers                       | Jay Roach                   |                                                                     |
| 2002 | L'americà impassible (The Quiet American)                                            | Thomas Fowler                      | Phillip Noyce               | Nominat a l'Oscar al millor actor                                   |
| 2003 | Sables mouvants (Quicksand)                                                          | Jake Mellows                       | John Mackenzie              |                                                                     |
| 2003 | Els actors (The Actors)                                                              | O'Malley                           | Conor McPherson             |                                                                     |
| 2003 | Secondhand Lions                                                                     | Garth                              | Tim McCanlies               |                                                                     |
| 2003 | La sentència (The Statement)                                                         | Pierre Brossard                    | Norman Jewison              |                                                                     |
| 2004 | A la cantonada (Around the Bend)                                                     | Henry Lair                         | Jordan Roberts              |                                                                     |
| 2005 | Batman Begins                                                                        | Alfred Pennyworth                  | Christopher Nolan           |                                                                     |
| 2005 | Embruixada (Bewitched)                                                               | Nigel Bigelow                      | Nora Ephron                 |                                                                     |
| 2005 | The Weather Man                                                                      | Robert Spritzel                    | Gore Verbinski              |                                                                     |
| 2006 | Children of Men                                                                      | Jasper                             | Alfonso Cuarón              |                                                                     |
| 2006 | El truc final (The Prestige)                                                         | John Cutter                        | Christopher Nolan           |                                                                     |
| 2007 | Flawless                                                                             | Sr. Hobbs                          | Michael Radford             |                                                                     |
| 2007 | Sleuth                                                                               | Andrew Wyke                        | Kenneth Branagh             |                                                                     |
| 2008 | El cavaller fosc (The Dark Knight)                                                   | Alfred Pennyworth                  | Christopher Nolan           |                                                                     |
| 2008 | Is Anybody There?                                                                    | Clarence                           | John Crowley                |                                                                     |
| 2009 | Harry Brown                                                                          | Harry Brown                        | Daniel Barber               |                                                                     |
| 2010 | Origen (Inception)                                                                   | Professor Stephen Miles            | Christopher Nolan           |                                                                     |
| 2011 | Gnomeo & Juliet                                                                      | Lord Redbrick                      | Kelly Asbury                | Veu                                                                 |
| 2011 | Cars 2                                                                               | Finn McMissile                     | John Lasseter               | Veu                                                                 |
| 2012 | Viatge al centre de la Terra 2: L'illa misteriosa (Journey 2: The Mysterious Island) | Alexander Anderson                 | Brad Peyton                 |                                                                     |
| 2012 | El cavaller fosc: la llegenda reneix (The Dark Knight Rises)                         | Alfred Pennyworth                  | Christopher Nolan           |                                                                     |
| 2013 | Ara em veus (Now You See Me)                                                         | Arthur Tressler                    | Louis Leterrier             |                                                                     |
| 2013 | El meu amic Mr. Morgan (Mr. Morgan's Last Love)                                      | Matthew Morgan                     | Sandra Nettelbeck           |                                                                     |
| 2014 | Stonehearst Asylum                                                                   | Dr. Benjamin Salt                  | Brad Anderson               |                                                                     |
| 2014 | Interstellar                                                                         | Professor Brand                    | Christopher Nolan           |                                                                     |
| 2015 | Kingsman: The Secret Service                                                         | Arthur / Chester King              | Matthew Vaughn              |                                                                     |
| 2015 | Youth                                                                                | Fred Ballinger                     | Paolo Sorrentino            |                                                                     |
| 2015 | The Last Witch Hunter                                                                | Father Dolan                       | Breck Eisner                |                                                                     |
| 2016 | Ara em veus 2 (Now You See Me 2)                                                     | Arthur Tressler                    | Jon M. Chu                  |                                                                     |
| 2017 | Un cop amb estil (Going in Style)                                                    | Joe Harding                        | Zach Braff                  |                                                                     |
| 2017 | Dunkerque (Dunkirk)                                                                  | Fortis Leader                      | Christopher Nolan           | Camoe de veu no acreditat                                           |
| 2017 | My Generation                                                                        | Ell mateix                         | David Batty                 | Pel·lícula documental                                               |
| 2018 | Dear Dictator                                                                        | General Anton Vincent              | Lisa Addario & Joe Syracuse |                                                                     |
| 2018 | Sherlock Gnomes                                                                      | Lord Redbrick                      | John Stevenson              | Veu                                                                 |
| 2018 | King of Thieves                                                                      | Brian Reader                       | James Marsh                 |                                                                     |
| 2020 | Come Away                                                                            | Charlie                            | Brenda Chapman              |                                                                     |
| 2020 | 4 nois i allò (Four Kids and It)                                                     | Psammead                           | Andy De Emmony              | Veu                                                                 |
| 2020 | Tenet                                                                                | Sir Michael Crosby                 | Christopher Nolan           |                                                                     |
| 2021 | Twist                                                                                | Fagin                              | Martin Owen                 |                                                                     |
| 2021 | Best Sellers                                                                         | Harris Shaw                        | Lina Roessler               |                                                                     |
| 2022 | Medieval                                                                             | Lord Boresh                        | Petr Jákl                   |                                                                     |
| 2023 | The Great Escaper                                                                    | Bernard Jordan                     | Oliver Parker               |                                                                     |

### Videojocs
| Any  | Títol         | Papet                   | Notes |
| ---- | ------------- | ----------------------- | ----- |
| 2005 | Batman Begins | Alfred Pennyworth       |       |
| 2015 | GivingTales   | Little Claus, Big Claus |       |

## Premis i nominacions

### Premis Oscar
| Any  | Categoria              | Feina                  | Resultat  | Ref.   |
| ---- | ---------------------- | ---------------------- | --------- | ------ |
| 1966 | Millor actor           | Alfie                  | Nominat   | [ 14 ] |
| 1972 | Millor actor           | Sleuth                 | Nominat   | [ 15 ] |
| 1983 | Millor actor           | Educating Rita         | Nominat   | [ 16 ] |
| 1986 | Millor actor secundari | Hannah and Her Sisters | Guanyador | [ 17 ] |
| 1999 | Millor actor secundari | The Cider House Rules  | Guanyador | [ 18 ] |
| 2002 | Millor actor           | The Quiet American     | Nominat   | [ 19 ] |

### Premis BAFTA
| Any  | Categoria              | Feina                  | Resultat  | Ref.   |
| ---- | ---------------------- | ---------------------- | --------- | ------ |
| 1965 | Millor actor           | The Ipcress File       | Nominat   | [ 20 ] |
| 1966 | Millor actor           | Alfie                  | Nominat   | [ 20 ] |
| 1983 | Millor actor           | Educant la Rita        | Guanyador | [ 20 ] |
| 1983 | Millor actor           | The Honorary Consul    | Nominat   | [ 20 ] |
| 1986 | Millor actor           | Hannah and Her Sisters | Nominat   | [ 20 ] |
| 1998 | Millor actor           | Little Voice           | Nominat   | [ 20 ] |
| 1999 | Millor actor secundari | The Cider House Rules  | Nominat   | [ 20 ] |
| 2000 | BAFTA honorífic        | BAFTA honorífic        | Guanyador | [ 20 ] |
| 2002 | Millor actor           | The Quiet American     | Nominat   | [ 20 ] |

### Premis Globus d'Or
| Any  | Categoria                                             | Feina                   | Resultat  | Ref.   |
| ---- | ----------------------------------------------------- | ----------------------- | --------- | ------ |
| 1966 | Millor actor – Drama                                  | Alfie                   | Nominat   | [ 21 ] |
| 1966 | Millor actor – Musical o Comèdia                      | Gambit                  | Nominat   | [ 21 ] |
| 1972 | Millor actor – Drama                                  | Sleuth                  | Nominat   | [ 21 ] |
| 1983 | Millor actor – Musical o Comèdia                      | Educating Rita          | Guanyador | [ 21 ] |
| 1986 | Millor actor secundari                                | Hannah and Her Sisters  | Nominat   | [ 21 ] |
| 1988 | Millor actor – Musical o Comèdia                      | Dirty Rotten Scoundrels | Nominat   | [ 21 ] |
| 1988 | Millor actor – Minisèrie o Pel·lícula per a televisió | Jack the Ripper         | Guanyador | [ 21 ] |
| 1990 | Millor actor – Minisèrie o Pel·lícula per a televisió | Jekyll & Hyde           | Nominat   | [ 21 ] |
| 1997 | Millor actor – Minisèrie o Pel·lícula per a televisió | Mandela and de Klerk    | Nominat   | [ 21 ] |
| 1998 | Millor actor – Musical o Comèdia                      | Little Voice            | Guanyador | [ 21 ] |
| 1999 | Millor actor secundari                                | The Cider House Rules   | Nominat   | [ 21 ] |
| 2002 | Millor actor – Drama                                  | The Quiet American      | Nominat   | [ 21 ] |

### Premis Screen Actors Guild
| Any  | Categoria                      | Feina                 | Resultat  | Ref.   |
| ---- | ------------------------------ | --------------------- | --------- | ------ |
| 1998 | Millor actuació de repartiment | Little Voice          | Nominat   | [ 22 ] |
| 1999 | Millor actuació de repartiment | The Cider House Rules | Nominat   | [ 23 ] |
| 1999 | Millor actor secundari         | The Cider House Rules | Guanyador | [ 23 ] |

## Premis Emmy
| Year | Category                                                             | Nominated work                  | Result  |        |
| ---- | -------------------------------------------------------------------- | ------------------------------- | ------- | ------ |
| 1990 | Millor actor secundari en una minisèrie o pel·lícula per a televisió | Jekyll & Hyde                   | Nominat | [ 24 ] |
| 1994 | Millor actor secundari en una minisèrie o pel·lícula per a televisió | World War II: When Lions Roared | Nominat | [ 24 ] |
| 1997 | Millor actor secundari en una minisèrie o pel·lícula per a televisió | Mandela and de Klerk            | Nominat | [ 24 ] |